# ケイト・アルドリッチ
ケイト・アルドリッチ（Kate Aldrich, 1973年10月31日 - ）は、アメリカ合衆国のメゾソプラノ歌手。
メイン州ダマリスコッタの生まれ。2000年にアレーナ・ディ・ヴェローナで《運命の力》のプレツィオジッラ役でデビュー。2001年にフランコ・ゼッフィレッリ演出によるブッセートでのジュゼッペ・ヴェルディ没後100周年の《アイーダ》の上演にアムリネス役として参加した。2002年にはロサンゼルス歌劇場でムスティスラフ・ロストロポーヴィチの指揮によるデボラ・ドラッテルの《ニコラウスとアレキサンドラ》の世界初演にイダマンテ役として参加。以後、ライン・ドイツ・オペラやトリノ王立歌劇場、ブエノスアイレスのコロン劇場、ハンブルク国立歌劇場、ニューヨーク・シティ・オペラ等に客演している。

## 註
1. ↑  公式サイト

| スタブアイコン | サブスタブ | この項目は、まだ閲覧者の調べものの参照としては役立たない、歌手に関連した書きかけの項目です。この項目を加筆・訂正などしてくださる協力者を求めています（P:音楽/PJ:芸能人）。 |